# Laibach Remixes
Laibach Remixes – minialbum amerykańskiej grupy Morbid Angel, zawierający remiksy jej nagrań w wykonaniu grupy Laibach. Płyta ukazała się 23 maja 1994 roku nakładem wytwórni muzycznej Earache Records na 12" płycie winylowej.

## Lista utworów
Opracowano na podstawie materiału źródłowego.
| Nr | Tytuł utworu                 | Długość |
| -- | ---------------------------- | ------- |
| 1. | „God of Emptiness”           | 05:28   |
| 2. | „Sworn to the Black”         | 04:03   |
| 3. | „Sworn to the Black” (remix) | 04:16   |
| 4. | „God of Emptiness” (remix)   | 05:37   |
|    |                              | 19:24   |